# 利拉琴鯰
利拉琴鯰，為輻鰭魚綱鯰形目鼬鯰科的其中一種，為熱帶淡水魚，分布於南美洲亞馬遜河及埃塞奎博河流域，體長可達3.5公分，棲息在富含沉積物的底層水域，生活習性不明。